# 搜索中立性
搜索中立性是一个原则，即搜索引擎不应该有编辑政策，除了其结果是全面、公正的并且完全基于相关性之外。这意味着，当用户在搜索引擎查询中输入时，引擎应返回在提供商域（引擎知道的网站）中发现的最相关结果，而不操纵结果的顺序（按相关性对它们进行排名除外），排除结果，或以任何其他方式操纵结果以某种偏差。
搜索中立性与网络中立性有关，因为它们都旨在阻止任何一个组织限制或改变用户对互联网服务的访问。搜索中立性旨在使搜索引擎的有机搜索结果（因与搜索词相关而返回的结果，而不是广告赞助的结果）免受任何操纵，而网络中立性旨在防止那些提供和管理互联网接入的人限制访问任何特定内容的资源。

## 背景
早在2009年3月，波兰裔美国数学家Andrew Odlyzko的一篇题为“网络中立性、搜索中立性以及市场效率和公平性之间永无止境的冲突”的学术论文中，出现了互联网背景下的“搜索中立性”一词。在本文中，Odlykzo预测，如果网络中立性被接受为法律或监管原则，那么围绕搜索中立性的问题将是下一个争议。事实上，2009年12月，《纽约时报》发表了Foundem联合创始人兼主要投诉人Adam Raff对谷歌的反垄断投诉的意见信，这可能会将这个词带到更广泛的公众面前。根据Raff在意见信中的说法，搜索中立性应该是“搜索引擎除了其结果全面、公正且仅基于相关性外，不应有编辑政策的原则”。2009年10月11日，Adam和他的妻子Shivaun推出了SearchNeutrality.org，这是一个致力于促进对谷歌搜索引擎做法的调查的倡议。在那里，Raffs指出，他们选择将与谷歌的问题框定为“搜索中立性”，以便从对网络中立性的关注和兴趣中受益。
与网络中立性相反，对“什么是搜索中立性？”等问题的回答或者“保护搜索中立性的适当立法或监管原则是什么？”，似乎没有达成共识。中立意味着平等待遇的想法，无论内容如何，都源于关于网络中立性的辩论搜索中的中立性因搜索引擎在设计和实施中无意中是中立或公正的，因此变得复杂。相反，搜索引擎和其他信息检索应用程序旨在收集和存储信息（索引），接收用户的查询，根据该查询搜索和过滤相关信息（搜索/过滤），然后仅向用户展示这些结果的子集，这些结果从最相关到最不相关（排名）进行排名。“相关性”是一种偏见形式，用于偏爱某些结果并对这些偏好的结果进行排名。相关性在搜索引擎中定义，以便用户对结果感到满意，因此受制于用户的偏好。由于相关性非常主观，将搜索中立性付诸实践是有争议的。
在搜索引擎（尤其是谷歌）被其他公司指责为搜索偏见后，搜索中立性成为人们关注的问题。竞争对手和公司声称，搜索引擎在其结果列表中系统地偏爱某些网站（以及某些类型的网站），从而破坏了用户认为他们正在获得的客观结果。
搜索中立的呼吁超越了传统的搜索引擎。Amazon.com和Facebook等网站也被指控歪曲结果。亚马逊的搜索结果受到公司的影响，这些公司付费在搜索结果中排名更高，而Facebook则过滤他们的新闻提要列表以进行社会实验。

## “垂直搜索”垃圾邮件处罚
为了在网上查找信息，大多数用户使用搜索引擎，搜索引擎抓取网络，对其进行索引，并显示按相关性排序的结果列表。使用搜索引擎通过网络访问信息已成为在线业务的关键因素，这依赖于用户访问其页面的流量。这些公司之一就是Foundem。Foundem提供“垂直搜索”服务，以比较英国在线市场上可用的产品。许多人将这些“垂直搜索”网站视为垃圾邮件。从2006年开始，在随后的三年半里，Foundem的流量和业务大幅下降，因为他们声称是谷歌故意实施的惩罚。然而，目前还不清楚他们的处罚要求是否是通过使用iframe HTML标签嵌入其他网站的内容而自我施加的。在Foundem声称处罚时，目前还不清楚网络爬虫是否在没有进行一些额外修改的情况下使用iframe标签爬到网站主页之外。前英国搜索引擎优化总监Jaamit Durrani等人提出了这种替代性解释，他说：“Foundem在夏天遇到的两个主要问题是iFrames中的内容和需要加载javascript的内容——我在8月份查看了这两个问题，它们肯定到位了。两者都是我书中搜索可见性的巨大障碍。从那时到取消所谓的“惩罚”，它们已经被固定在某个地方。我不认为那是巧合。”
Foundem的大多数指控都声称，谷歌故意对其他垂直搜索引擎进行处罚，因为它们代表了竞争。Foundem由微软代理集团“竞争性在线市场倡议”提供支持。

### 基金会的案例年表
下表详细介绍了Foundem在其网站上发现的事件年表：
| 日期          | 事件                                                                             |
| ------------- | -------------------------------------------------------------------------------- |
| 2006 年 6 月  | Foundem的谷歌搜索处罚开始。基金会开始了一场艰苦的运动，以解除处罚。              |
| 2006 年 8 月  | Foundem的AdWord处罚开始。基金会开始了一场艰苦的运动，以解除处罚。                |
| 2007 年 8 月  | 与谷歌AdWords质量团队代表的电话会议。                                            |
| 2007 年 9 月  | Foundem是AdWords的“白名单”（即谷歌手动授予Foundem免于其AdWords处罚的豁免权）。   |
| 2009 年 1 月  | 基金会发起了“公共”运动，以提高人们对这种新型处罚和手动白名单的认识。             |
| 2009 年 4 月  | 与ICOMP的第一次会议。                                                            |
| 2009 年 10 月 | 与谷歌搜索质量团队代表的电话会议，开始了Foundem和谷歌之间的详细对话。            |
| 2009 年 12 月 | Foundem是谷歌自然搜索的“白名单”（即谷歌手动授予Foundem免于其搜索处罚的豁免权）。 |

#### 其他案例
谷歌的大市场份额（85%）使他们成为反垄断法搜索中立诉讼的目标。2010年2月，当英国其他公司加入Foundem的事业（eJustice.fr和微软的Ciao！来自Bing）也声称被谷歌不公平地惩罚了。

### 联邦贸易委员会对搜索偏见指控的调查
在调查了谷歌“操纵其搜索算法损害垂直网站并不公平地推广其自身竞争垂直属性”的指控两年后，联邦贸易委员会（FTC）一致投票结束其反垄断部分调查，没有对谷歌提出正式投诉。联邦贸易委员会的结论是，谷歌的“在搜索结果显示中偏爱自己的内容的做法”并没有违反美国反垄断法。联邦贸易委员会进一步确定，尽管竞争对手可能会受到谷歌不断变化的算法的负面影响，但谷歌并没有改变其算法来伤害竞争对手，而是作为一种产品改进，以造福消费者。

## 论点
有许多反对搜索中立性的论点。

### 优点
- 那些主张搜索中立的人认为，结果不会偏向于拥有更多广告的网站，而是偏向于与用户最相关的网站。[17]
- 搜索中立性鼓励网站拥有更多高质量的内容，而不是付费在有机结果上排名更高。
- 限制搜索引擎只支持他们最好的广告商。[17]
- 搜索引擎将允许流量到依赖访问者的网站，保持其结果全面、公正，并且完全基于相关性。[18][19]
- 允许通过客观的自动算法对搜索结果进行有组织、逻辑的操作。同时，不允许对结果进行个人排名。[19]
- 个性化搜索结果可能会抑制与用户世界观不一致的信息，将他们隔离在自己的文化或意识形态“过滤泡沫”中。[20]

### 缺点
- 强迫搜索引擎平等对待所有网站将导致消除他们对互联网的偏见。对互联网的偏见看法正是搜索用户所寻求的。通过执行搜索，用户正在寻求搜索引擎认为其查询的“最佳”结果。强制搜索中立性将从本质上消除这种偏见。用户不断返回特定的搜索引擎，因为他们发现“有偏见”或“主观”的结果符合他们的需求。[19]
- 搜索中立性可能会导致搜索引擎停滞不前。如果网站A在SERP（搜索引擎结果页面）上排名第一一个月，然后是下个月的第十位，搜索中立性倡导者喊“犯规”，但实际上往往是页面在受欢迎程度、相关性或优质内容方面的损失导致了移动。Foundem的所有者提出的针对谷歌的案件对这种现象和法规的推动可能会限制搜索引擎根据自己的指标调整排名的能力。[19]
- 搜索中立性的支持者希望搜索引擎的排名算法具有透明度。要求透明算法会导致两个担忧。这些算法是公司私有知识产权，不应被迫公开。这类似于强迫苏打水制造商公布他们的配方。第二个担忧是，打开算法将允许垃圾邮件发送者直接利用和定位算法的功能。这将允许垃圾邮件发送者规避阻止垃圾邮件网站处于SERP顶部的指标。[19]
- 消除搜索引擎直接操纵排名的能力限制了他们惩罚那些采用黑帽技术来提高排名的不诚实网站的能力。任何找到规避算法的方法的网站都会从搜索引擎无法手动降低其排名中受益，导致垃圾邮件网站在很长一段时间内获得高排名。[19]

## 相关问题
根据网络中立性研究所的数据，截至2018年，谷歌的“通用搜索”系统。使用迄今为止最不中立的搜索引擎实践，在实施通用搜索后，MapQuest等网站的网络流量大幅下降。这种下降归因于谷歌链接到自己的服务，而不是外部网站提供的服务。尽管有这些说法，微软的必应将微软内容显示在第一位的频率是谷歌在第一位显示谷歌内容的两倍多。这表明，就任何“偏见”而言，谷歌的偏见比其主要竞争对手要小。
1. 1 2  Raff, Adam. . The New York Times. 2009-12-28  [2025-05-14]. ISSN 0362-4331 （美国英语）.
2. ↑  Odlyzko, Andrew. . Review of Network Economics. 2009-01-01, 8 (1)  [2025-05-14]. ISSN 1446-9022. doi:10.2202/1446-9022.1169.
3. 1 2  . web.archive.org. 2016-08-04  [2025-05-14].
4. ↑  Grimmelmann, James. . The Next Digital Decade: Essays on the Future of the Internet. 17 January 2011: 435–461. SSRN 1742444 .
5. 1 2 3  Lao, Marina.  (PDF). Harvard Journal of Law & Technology Occasional Paper Series. July 2013: 1–12.
6. ↑  Tavani, Herman, Zalta, Edward N.; Nodelman, Uri , 编, , Metaphysics Research Lab, Stanford University, 2014  [2025-05-14]
7. 1 2  Shavin, Naomi. . Forbes.   [2025-05-14] （英语）.
8. ↑  . web.archive.org. 2011-02-25  [2025-05-14].
9. ↑  .   [2025-05-14]. （原始内容存档于2020-05-09） （英语）.
10. ↑  . web.archive.org. 2010-01-27  [2025-05-14].
11. ↑  . web.archive.org. 2017-07-31  [2025-05-19].
12. 1 2  . Google Public Policy Blog.   [2025-05-19] （英语）.
13. ↑  . PCWorld.   [2025-05-19] （英语）.
14. ↑  .   [2025-05-19].
15. ↑  .   [2025-05-19].
16. ↑  . Federal Trade Commission. 2013-01-03  [2025-05-19] （英语）.
17. 1 2  . www.concurringopinions.com.   [2025-05-19].
18. ↑  Raff, Adam. . The New York Times. 2009-12-28  [2025-05-19]. ISSN 0362-4331 （美国英语）.
19. 1 2 3 4 5 6  Grimmelmann, James. . . TechFreedom科技自由. 2010.
20. ↑  Dish, The Daily. . The Atlantic. 2010-10-10  [2025-05-19] （英语）.
21. ↑  Sullivan, Danny. . Search Engine Land. 2007-05-16  [2025-05-19] （英语）.
22. ↑  . googlepress.blogspot.com.   [2025-05-19].
23. ↑  Sterling, Greg. . Search Engine Land. 2008-01-10  [2025-05-19] （英语）.
24. ↑  Joshua D. Wright.  (PDF). International Center for Law and Economics国籍法与经济中心. 2011-11-3.